# Dickson Matorwa
Dickson Matorwa  es un escultor de Zimbabue, nacido el año 1975. 

## Datos biográficos
El mayor de cinco hermanos, Matorwa era hijo de un autor pintor bosquimano. Comenzó a trabajar con madera, arcilla, papel, objetos encontrados , desde una edad muy temprana.
En 1991 comenzó a trabajar con la piedra, realizando su primera escultura en este medio en 1992. Desde la muerte de sus padres en 1999, también ha cuidado del resto de su familia.

## Obras
Entre sus trabajos podemos citar como ejemplo:
- Happy Family-Familia feliz, altura 1 metro. Tres figuras, la madre y el padre con un hijo en brazos, tallada en piedra.[1]